# Štít Nezávislosti
Jako Štít Nezávislosti (tádžicky Қуллаи Истиқлол, rusky пик Истиклол, pik Istiklol) je označován 6940 m vysoký vrchol v Jazgulemském hřbetu v Horském Badachšánu, čtvrtý nejvyšší vrchol Tádžikistánu a jeden z nejvyšších vrcholů Pamíru. 

## Název
Vrchol byl poprvé popsán v roce 1928 německo-sovětskou expedicí Alaj-Pamír a pojmenován jako Dreispitz / Трехглавий. Výprava však vrcholu nedosáhla z důvodu velkého množství sněhu a nebezpečí lavin. Po druhé světové válce byl vrchol přejmenován jménem пик Револуции (pik Revolucii), tedy Štít Revoluce. V roce 2006 byl vrchol výnosem č. 297 vlády Tádžikistánu při příležitosti 15 let nezávislosti státu přejmenován na svůj dnešní název, tedy Қуллаи Истиқлол / пик Истиклол, v překladu Štít Nezávislosti. Jeho 6910 metrů vysoký, dosud bezejmenný jižní vrchol byl pojmenován пик Абуабдулло Рудаки, Štít Abuabdulla Rúdakího.

## Geografie
Vrchol se nachází v horském uzlu na styku Jazgulemského hřbetu s hřbetem Jižní skupiny Fedčenko (Горы Южная группа Федченко). Hora tvoří výrazné ledovcové plató ve výškách nad 6800 metrů, ze kterého vystupuje několik vrcholů – 6831 m vysoký severní vrchol, 6940 m vysoký hlavní vrchol (Štít Nezávislosti) a 6910 m vysoký jižní vrchol (Štít Abuabdulla Rúdakího). Celý masiv vyrůstá ze silně zaledněné oblasti centrálního Pamíru, ze severozápadu jej obklopují zdrojové oblasti ledovce Fedčenko, ze severovýchodu z něj stéká ledovec Grum-Gržimajlo, na jihovýchodě strmě spadá do údolí ledovce Jazgulemdarja a na jihozápadě do údolí ledovce Chabarvivchac.  Ledovec Fedčenko je odvodňován řekou Muksu do řeky Vachš, zbylé tři ledovce řekou Bartang do řeky Pjandž, celý vrchol se tedy nachází v povodí Amudarji.

## Výstupy
Hora byla poprvé vystoupena v roce 1954 výpravou A. Ugarova po severovýchodním hřebenu z ledovce Grum-Gržimajlo. Tato cesta je dnes hodnocena stupněm 5A ruské škály, přičemž největší problém nepředstavují ani tak technické obtíže cesty jako spíš extrémní odlehlost oblasti. Další výstupové cesty na vrchol z ledovce Grum-Gržimajlo jsou:
- východní hřeben (5B), S. Savvon, 1960 (zároveň touto cestou prvovýstup na jižní vrchol[4])
- severovýchodní svah (5A), A. Lebeděv, 1999

Z ledovce Fedčenko byl vrchol prostoupen následujícími cestami a směry:
- severní stěnou (5B), L. Myšljajev, 1962
- severozápadní stěnou (6A), V. Čerevko, 1979
- severozápadní stěnou (6A), G. Čunovkin, 1979
- severozápadní stěnou (6A), A. Putnicev, 1979
- severozápadní stěnou (6A), A. Nepomnjaščij, 1979
- severozápadní stěnou západního hřebene (5B), E. Konďakov, 1980
- severozápadní stěnou (6A), N. Zacharov, 1987
- po žebru východního okraje severní stěny (5A), A. Lebeděv, 1990

Z ledovce Chabarvivchac existují dvě prostoupené výstupové linie:
- po pravé části jihovýchodní stěny (5B), A. Zajdler, 1979
- po jihovýchodním pilíři jižního hřebene (5B), T. Ivanova, 1980

Z ledovce Jazgulemdarja byla hora vystoupena pěti různými směry:
- jihozápadní stěnou (5B), V. Nekrasov, 1968
- jižním hřebenem (5B), S. Artjuchin, 1968
- jihozápadním pilířem jižního hřebene (5B), E. Starocelec, 1969
- jihozápadní stěnou přes "trojúhelník" (5B), I. Chackevič, 1977
- středem jihozápadní stěny (5B), V. Studenin, 1979